# 森脇健児のぶっとび水曜日
『森脇健児のぶっとび水曜日』（もりわきけんじのぶっとびすいようび）は、2024年4月3日から毎週水曜日14:00-16:55に生放送されているラジオ大阪のワイド番組・トーク番組である。
ラジオ大阪は2024年の開局65周年イヤーを「ラジオ大阪 もう、好きにやります。」をテーマにした大人が楽しめるトーク番組の充実を図る。特に14-16時台は「おとなたちにエールを」を編成テーマとして、毎日日替わりで60代前後のリスナーをターゲットにしたワイドトーク番組を組む。そのうちの水曜日14-16時台は、スポーツ愛好家として知られるタレントの森脇健児が、彼と親交の深い漫才師・シンデレラエキスプレスの渡辺裕薫をパートナーに、男同士の飾らないトークを展開する。

## タイムテーブル
14時台
- 「歩く男」
- 「やる気 元気 森脇ニュース」

15時台
- 「この曲 いっぺん聞いてみて!」
- 「劇団健児座」（2025年2月19日～）
- 「ゲストコーナー」
- 「時代遅れでかめへんねん。私の小さな幸せ話」

16時台
- 「4時10分のビートルズ」
- 「私だけのメモリーズ」
- 「今日の格言」